# 4-я полицейская часть
4-я полицейская часть (тат. 4 нче пүлисә часы) — один из районов дореволюционной Казани. Бо́льшая её часть была занята Суконной и Архангельской слободами.
На северо-западе по улице Рыбнорядской граничила с 1-й полицейской частью, на севере (по Собачьему переулку, улицам Поперечно-Горшечная, Ново-Горшечная, Односторонка Ново-Горшечной, 1-я Солдатская, Госпитальная, и Муратовская) — с 3-й полицейской частью, на западе (по Булаку и озеру Кабан) — с 5-й полицейской частью. Восточнее и юго-восточнее находились пригородные слободы Подаметьевская и Калуга.

## Инфраструктура
В 1900 году на территории части находились 5 православных церквей, 2058 жилых домов (500 каменных и 1558 деревянных), 1360 нежилых зданий (210 каменных и 1150 деревянных).

## Население
| 1863   | 1900    | 1906    | 1917    | 1920    | 1923    |
| ------ | ------- | ------- | ------- | ------- | ------- |
| 18 373 | ↗33 486 | ↗35 399 | ↗44 890 | ↘31 734 | ↗33 619 |

### Религиозный и национальный состав
Религиозный состав (1900): православные — 32 770 чел. (97,9%), раскольники — 323 чел. (1,0%), мусульмане — 291 чел. (0,9%), евреи —  102 чел. (0,3%).
Национальный состав (1920): русские — 28 176 чел. (88,8%), татары — 1 362 чел. (4,3%).